# Friedrich Erdmannsdorffer

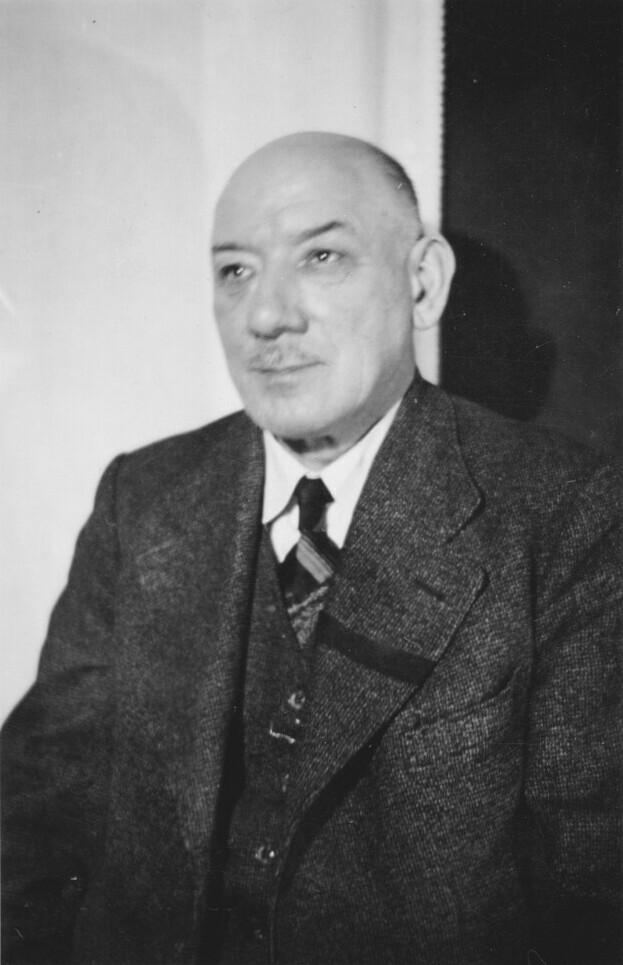
Friedrich Erdmannsdorffer

Friedrich Erdmannsdorffer, Pseudonym Friedrich Bürger (* 12. August 1880 in Augsburg; † 11. Januar 1962 in Rosenheim), war ein deutscher Dramatiker, Romancier und Lyriker.

## Leben und Werk
Friedrich Erdmannsdorffers Debütwerk, der Roman Lola, erschien 1904. Es folgten mehrere Gedichtbände, ein weiterer Roman, Die Schmiede des Vulkan (1910), und Arbeiterdramen, die in den Verlagen Richard Lipinski und Alfred Jahn veröffentlicht wurden. Zuletzt gab Erdmannsdorffer 1937 den Gedichtband Mein Herz in den Bergen unter dem Pseudonym Friedrich Laurin heraus. Insgesamt erschienen nur drei Werke unter seinem wirklichen Namen.
Das Plädoyer „Und wir wollen unser Leben der Befreiung des Volkes widmen. Das geloben wir bei dem Schein der Kerzen, am Feste des Lichtes und der Liebe!“ des Maschinenschlossers Friedrich Baumgart aus dem Schlussakt von Das Fest der Liebe (1921) dient der Theaterwissenschaftlerin Laura Schmidt als Beispiel für das Vermögen der Stücke aus der sozialdemokratischen Dramenreihe Neue soziale Weihnachts-Bühne, „ein [Arbeiter-] Publikum zur Identifikation an[zu]regen“.
Erdmannsdorffer war Mitglied des Schutzverbandes deutscher Schriftsteller und lebte in Schliersee/Oberbayern; später war er Fabrikvertreter in Rosenheim, wo er offenbar spätestens ab 1924 lebte und im Alter von 81 Jahren starb.

## Schriften
- Lola. Roman. 1904.
- Von neuen Ufern. Gedichte. Dresden 1909.
- Die Schmiede des Vulkan. Roman. 1910.
- Die Maibraut. Ein Lebensbild in vier Aufzügen. Lipinski, Leipzig 1913 (Digitalisat).
- Sturmzeit. Gedichte. Gebbert, München 1919 (als Friedrich Erdmannsdorffer).
- Söhne des Volkes. Lebensbild in drei Aufzügen. Jahn, Leipzig 1920 (Digitalisat).
- Das Fest der Liebe. Lebensbild in drei Akten (= Neue soziale Weihnachts-Bühne. Heft 11). Jahn, Leipzig 1921 (Digitalisat).
- Der Rosengarten. Komödie in drei Aufzügen. Jahn, Leipzig 1921 (Digitalisat).
- Die „Rote Fahne“. Lebensbild in drei Aufzügen. Lipinski, Leipzig 1921 (Digitalisat).
- Mein Herz ist in den Bergen. Gedichte. Heim-Verlag Dreßler, Radolfzell am Bodensee 1937 (als Friedrich Laurin).